# نیکول آری پارکر
نیکول آری پارکر (انگلیسی: Nicole Ari Parker؛ زادهٔ ۷ اکتبر ۱۹۷۰) هنرپیشه و مانکن اهل ایالات متحده آمریکا است. وی از سال ۱۹۹۳ میلادی تاکنون مشغول فعالیت بوده است.

## گزیده فیلمشناسی
از فیلم‌ها یا برنامه‌های تلویزیونی که وی در آن نقش داشته است می‌توان به آثار زیر اشاره کرد.
- پایان خشونت (۱۹۹۷)
- شب‌های عیاشی (۱۹۹۷)
- نقشه‌ای از جهان (۱۹۹۹)
- برق‌آسا (فیلم) (۱۹۹۹)
- تایتنز را به یادآور (۲۰۰۰)
- دینامیت سیاه (۲۰۰۹)
- تصورش کن (۲۰۰۹)
- توبه (فیلم ۲۰۱۴) (۲۰۱۴)
- تقریباً کریسمس (۲۰۱۶)
- چگونه پایان می‌پذیرد (۲۰۱۸)
- سی‌اس‌آی (۲۰۰۲)
- انقلاب (مجموعه تلویزیونی) (۲۰۱۳)
- امپراتوری (مجموعه تلویزیونی) (۲۰۱۷-اکنون)
- مسابقه لب‌خوانی (۲۰۱۹)